# Histoire du Royaume-Uni durant la Première Guerre mondiale

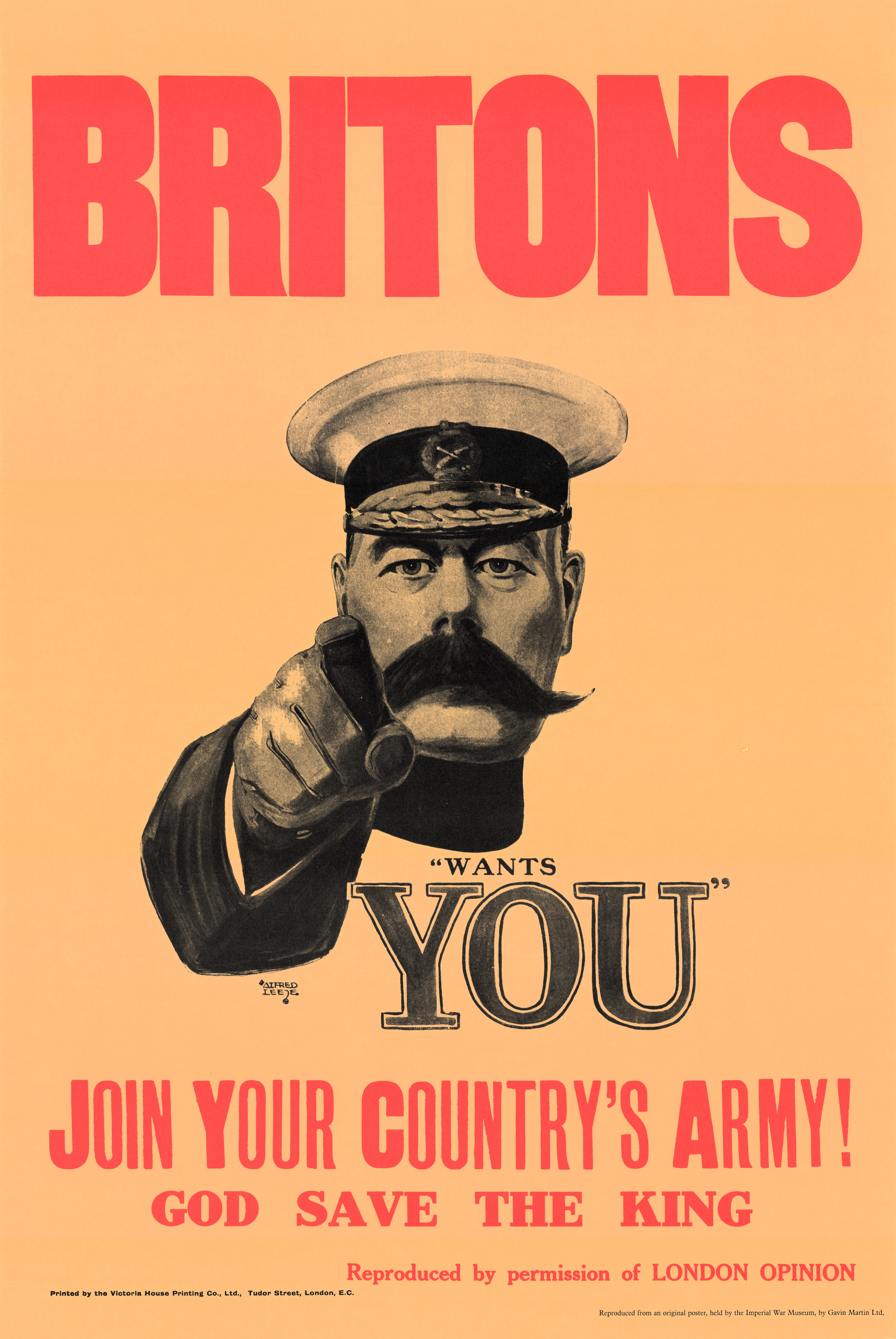
Lord Kitchener Wants You, une affiche de recrutement emblématique.

Le Royaume-Uni de Grande-Bretagne et d'Irlande participe à la Première Guerre mondiale dans le camp des Alliés contre les empires centraux.
Pour le Royaume-Uni, la guerre débute le 4 août 1914, avec la déclaration de guerre à l'Empire allemand à la suite de l'invasion de la Belgique par les forces allemandes. En dépit du climat politique tendu (questions de l'autonomie irlandaise et du suffrage des femmes), la majeure partie des Britanniques se range derrière le gouvernement du Premier ministre Herbert Henry Asquith, qui bénéficie de pouvoirs accrus grâce au Defence of the Realm Act 1914 (en). Au laissez-faire initial, qui considère la guerre comme « business as usual » selon l'expression de Winston Churchill, succède après l'arrivée au pouvoir de David Lloyd George, en 1916, un état de guerre totale tel que le Royaume-Uni n'en a jamais connu de son histoire. La propagande gouvernementale est relayée par les journaux de Lord Beaverbrook, « le premier baron de Fleet Street ».
Engagées sur les fronts de l'Ouest, des Balkans et du Moyen-Orient, ainsi que sur les théâtres africain, asiatique et océanien, les forces armées britanniques sont transformées par la guerre, avec notamment la naissance de la Royal Air Force. Les premiers mois du conflit sont marqués par le recrutement de la plus grande armée de volontaires jamais vue jusqu'alors, la Kitchener's Army, qui compte plus de deux millions d'hommes. La conscription est introduite en janvier 1916, pour la première fois dans l'histoire britannique. Les pertes humaines militaires du pays s'élèvent à près de 750 000 hommes, tandis que la population à l'arrière, touchée par les rationnements de nourriture et l'épidémie de grippe espagnole de 1918, connaît plus de 300 000 décès supplémentaires par rapport à la situation pré-guerre.
L'Empire britannique atteint son apogée à la suite des traités de paix, mais la guerre exacerbe également les identités nationales des différents dominions britanniques (l'Afrique du Sud, l'Australie, le Canada et Terre-Neuve, la Nouvelle-Zélande) et de l'Inde, tandis que l'Irlande déclare son indépendance peu après la fin du conflit, donnant lieu à une guerre civile meurtrière.